# Apollo-Klasse
Die Apollo-Klasse war die größte Kreuzer-Klasse der britischen Royal Navy. Es wurden 21 dieser kleinen Geschützten Kreuzer von 1889 bis 1894 auf zehn verschiedenen Werften gebaut und im Zweiten Burenkrieg sowie 12 noch im Ersten Weltkrieg eingesetzt. Der prominenteste Einsatz dieser Kreuzer war die Versenkung von fünf der alten Kreuzer als Blockschiffe vor den deutschen U-Boot-Basen in Flandern im April 1918.

## Einsätze

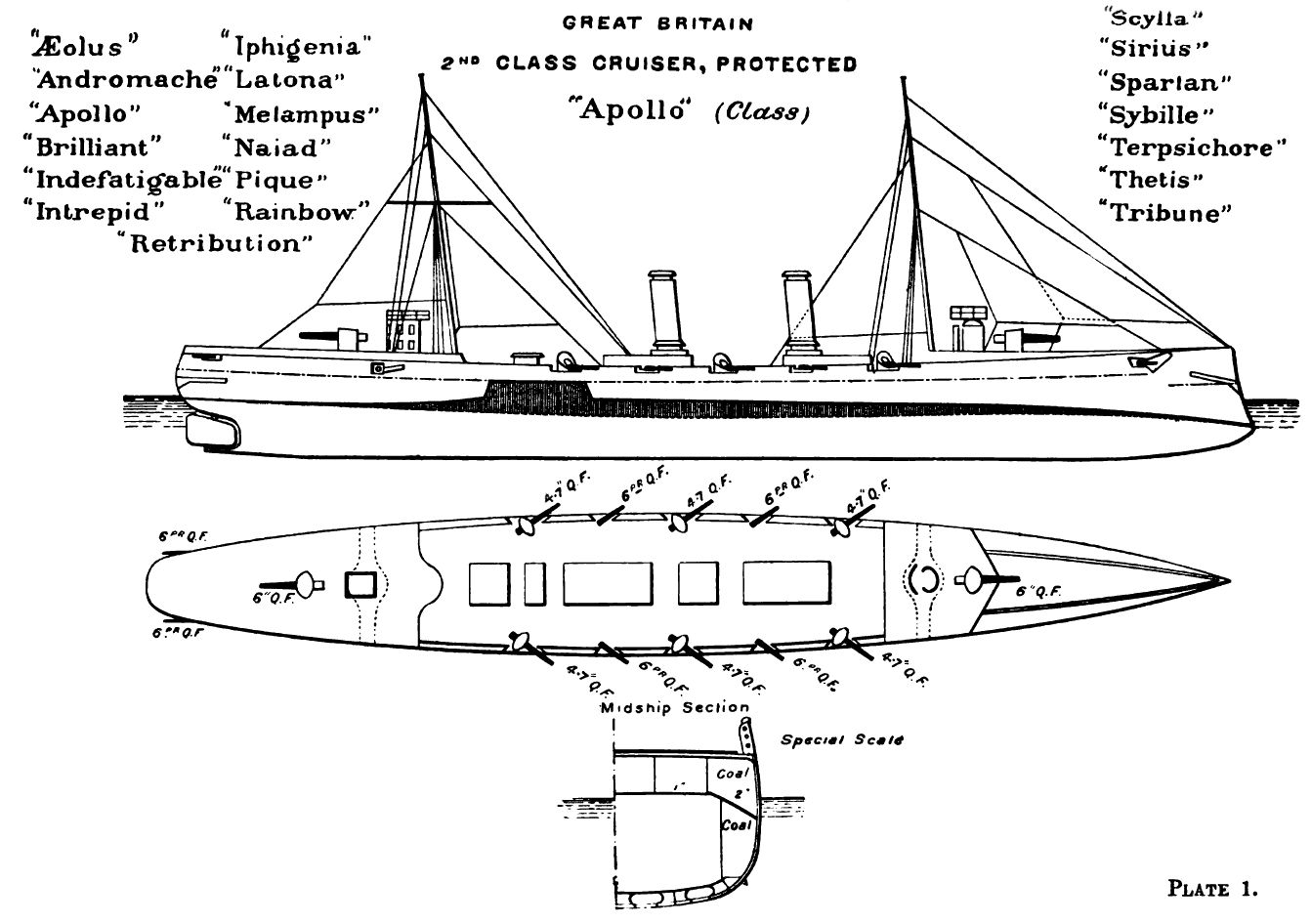
Seitenansicht, Decksplan und Querschnitt der Apollo-Klasse

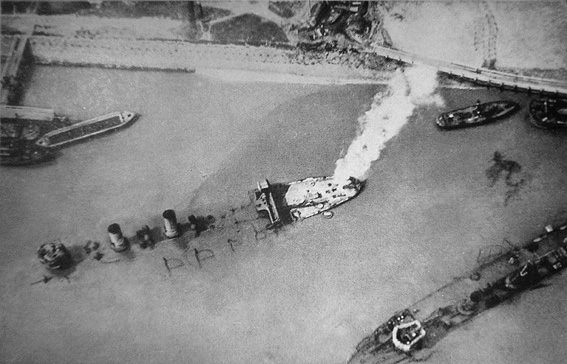
In Zeebrugge versenkte Kreuzer

Bei Beginn des Ersten Weltkriegs waren von den 21 Kreuzern der Klasse noch zwölf vorhanden. Die HMS Sybille war am 16. Januar 1901 bei Lamberts Bay, Südafrika, durch Navigationsfehler aufgelaufen und gesunken. Sie war das einzige Schiff der Royal Navy, das während des Burenkrieges verloren ging. Acht weitere Schiffe der Klasse waren von 1910 bis 1914 auf Abbruch verkauft worden.
Die sieben Kreuzer Latona, Apollo, Intrepid, Iphigenia, Andromache, Naiad und Thetis waren ab 1907 zu Minenlegern umgebaut worden und bei Kriegsbeginn in Dover stationiert.
Brilliant und Sirius wurden 1914 wieder als Kreuzer aktiviert, ebenso zeitweise die Sappho, die als Tender beim Flaggschiff der Grand Fleet gedient hatte. Die Spartan, auch als Tender klassifiziert, diente nur noch als Wohnschiff.
Die Rainbow war 1910 an die Royal Canadian Navy abgegeben worden und war das einzige kanadische Kriegsschiff an der Pazifikküste. Sie sicherte die Westküste gegen einen befürchteten Vorstoß der Leipzig. Der deutsche Kleine Kreuzer war bei Kriegsbeginn an der mexikanischen Pazifikküste stationiert und lief zuerst nach Norden bis San Francisco. Die Rainbow griff allerdings den dort vom 11. bis 18. August nach Beute suchenden moderneren Kreuzer nicht an, sondern sicherte nur den Abzug der Sloops Shearwater und Algerine aus Mexiko nach Kanada und wartete auf die angekündigte Verstärkung der Station durch den Leichten Kreuzer Newcastle von der China Station. Der deutsche Kreuzer verschwand schließlich nach Süden, da er Nachrichten von einer Verstärkung der kanadischen Station aus China und vom bevorstehenden Kriegsbeitritt Japans erhalten hatte, das den Panzerkreuzer Izumo bereits an der mexikanischen Küste stationiert hatte.
Ins öffentliche Rampenlicht gerieten einige der Kreuzer im April 1918, als sie als Blockschiffe gegen die deutschen Stützpunkte in Flandern eingesetzt wurden. Der Angriff auf Ostende scheiterte, der auf Zeebrügge hatte auch nicht den gewünschten Erfolg, da er nur kurz die Hafeneinfahrt sperrte.

## Schiffe
- HMS Apollo, 1900 aufgelegt, 1909 Umbau, 1914 Minenleger Dover, 1915 Sheerness, dann Nore Command, 1917 Depotschiff, 1920 zum Abbruch verkauft
- HMS Aeolus (1891) 1906 Reserve Devonport,– 1914 zum Abbruch verkauft
- HMS Andromache, 1906 aufgelegt, 1907 bis 1909 Umbau, 1914 Minenleger Dover, 1915 Depotschiff Mittelmeer, 1916 Wohnschiff Gibraltar, 1920 zum Abbruch verkauft
- HMS Brilliant 1906 Neufundland / Fischereischutz, 1914 Sicherungsaufgaben Nordsee, 1914 Depotschiff Tyne, 1915 nach Lerwick, 23. April 1918 Blockschiff beim Ostende Raid
- HMS Indefatigable (1891), ab 1910 Melpomene, 1906 4. Kreuzergeschwader/ Westindien, – 1913 zum Abbruch verkauft
- HMS Intrepid, 1906 aufgelegt, bis 1910 Umbau, 1914 Minenleger Dover, 1915 Depotschiff Kolabucht, 1917 im Weißen Meer, 23. April 1918 Blockschiff beim Zeebrügge Raid
- HMS Iphigenia, 1906 Special Service, 1914 Minenleger Dover, 1915 Depotschiff Kolabucht, 1917 im Weißen Meer, 23. April 1918 Blockschiff beim Zeebrügge Raid
- HMS Latona, 1906 Reserve Portsmouth, 1907 bis 1908 Umbau, 1914 Minenleger Dover, 1915 Mittelmeer, 1920 zum Abbruch verkauft
- HMS Melampus (1890) – 1910 zum Abbruch verkauft
- HMS Naiad, bis 1910 Umbau, 1914 Minenleger Dover, 1917 Depotschiff Tyne, 1922 zum Abbruch verkauft
- HMS Pique (1890) – 1911 zum Abbruch verkauft
- HMCS Rainbow – seit 4. August 1910 bei der Royal Canadian Navy, 1910 zur Westküste, 1914 in British Columbia, 1917 Depotschiff, 1920 verkauft
- HMS Retribution (1891) – 1911 zum Abbruch verkauft
- HMS Sappho 1906 Reserve Sheerness, 1914 Tender, 1915 Reserve, April 1918 auf Marsch zum Ostende Raid ausgefallen, 1921 zum Abbruch verkauft
- HMS Scylla (1891) 1906 Reserve Sheerness, – 1914 zum Abbruch verkauft
- HMS Sirius 1906 Reserve Devonport, 1914 Reserve, 1915 Westafrika, 23. April 1918 Blockschiff beim Zeebrügge Raid
- HMS Spartan, Tender, umbenannt in Defiance II, 1931 zum Abbruch verkauft
- HMS Sybille (1890) – 16. Januar 1901 in der Lamberts Bay (Südafrika) verunglückt, ein Toter
- HMS Terpsichore (1890) 1906 Kap-Geschwader – 1914 zum Abbruch verkauft
- HMS Thetis, 1906 als Transporter für Ablösungsmannschaften im Einsatz, 1914 Minenleger Dover, 1916 Depotschiff in Dover, 23. April 1918 Blockschiff beim Zeebrügge Raid
- HMS Tribune (1891) – 1911 zum Abbruch verkauft